# Río Manso
El río Manso es un curso natural de agua que nace al pie del cerro Tronador y fluye zigzageando hacia el sur en territorio argentino y finalmente cruzar la frontera hacia territorio chileno donde desemboca en el río Puelo.

## Trayecto
El río Manso superior se extiende por aproximadamente 17 kilómetros, y desde sus nacientes en el Tronador recorre un valle profundamente encajonado, aunque llano e inundable. En este tramo sus aguas son turbias, de color blanquecino o lechoso, y el río corre sobre un lecho de cantos rodados sin mayores turbulencias, haciendo honor a su nombre. Este tramo termina al desembocar en el lago Mascardi.
El río Manso medio desmiente su nombre: recorre un valle profundo y escabroso, orientado de norte a sur, entre rápidos y cascadas, la más espectacular y famosa de las cuales es la cascada de los Alerces. Resulta peligrosa su navegación aún en modalidades deportivas. Recorre algunos pequeños lagos, como el lago Los Moscos y el lago Hess. Sus aguas son sensiblemente más cristalinas que en el tramo anterior, aunque conservan una coloración verde. Tiene una longitud de unos 31 km desde el lago Mascardi hasta el lago Steffen.
El tercer tramo, el río Manso inferior, de unos 50 km en territorio argentino, es nuevamente de curso apacible, con pocos rápidos. Es muy frecuentado por los deportistas para practicar canotaje o "rafting". Corre hacia el sur hasta recibir el aporte de los ríos Villegas y Foyel; desde ese punto corre casi exactamente hacia el oeste, recorriendo un valle profundo y muy amplio, con tramos de bosques, otros de praderas abiertas y algunos pantanos. Es de color nítidamente transparente, sin tonos turbios ni verdosos.
En las proximidades del pueblo de El Manso, el río ingresa dentro del territorio de Chile, virando nuevamente hacia el sudoeste hasta desembocar después de algunos kilómetros en el río Puelo que lleva sus aguas al estuario de Reloncaví, que es el océano Pacífico.
Sus afluentes principales son los ya nombrados ríos Foyel y Villegas, además de numerosos arroyos, y el corto río que desagua el lago Roca.

## Caudal y régimen
Como se observa en las curvas de variación estacional, los mayores caudales ocurren entre los meses de junio a octubre, lo cual indica una importante componente pluvial en la escorrentía.: 166  El caudal anual representativo antes de la junta con el río Puelo puede ser estimado en 250 m³/s.

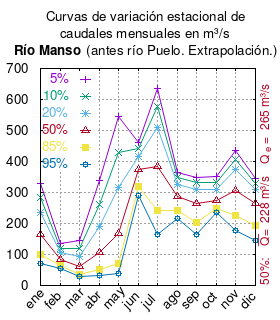
Curvas de variación estacional del río Manso antes de junta con el río Puelo.

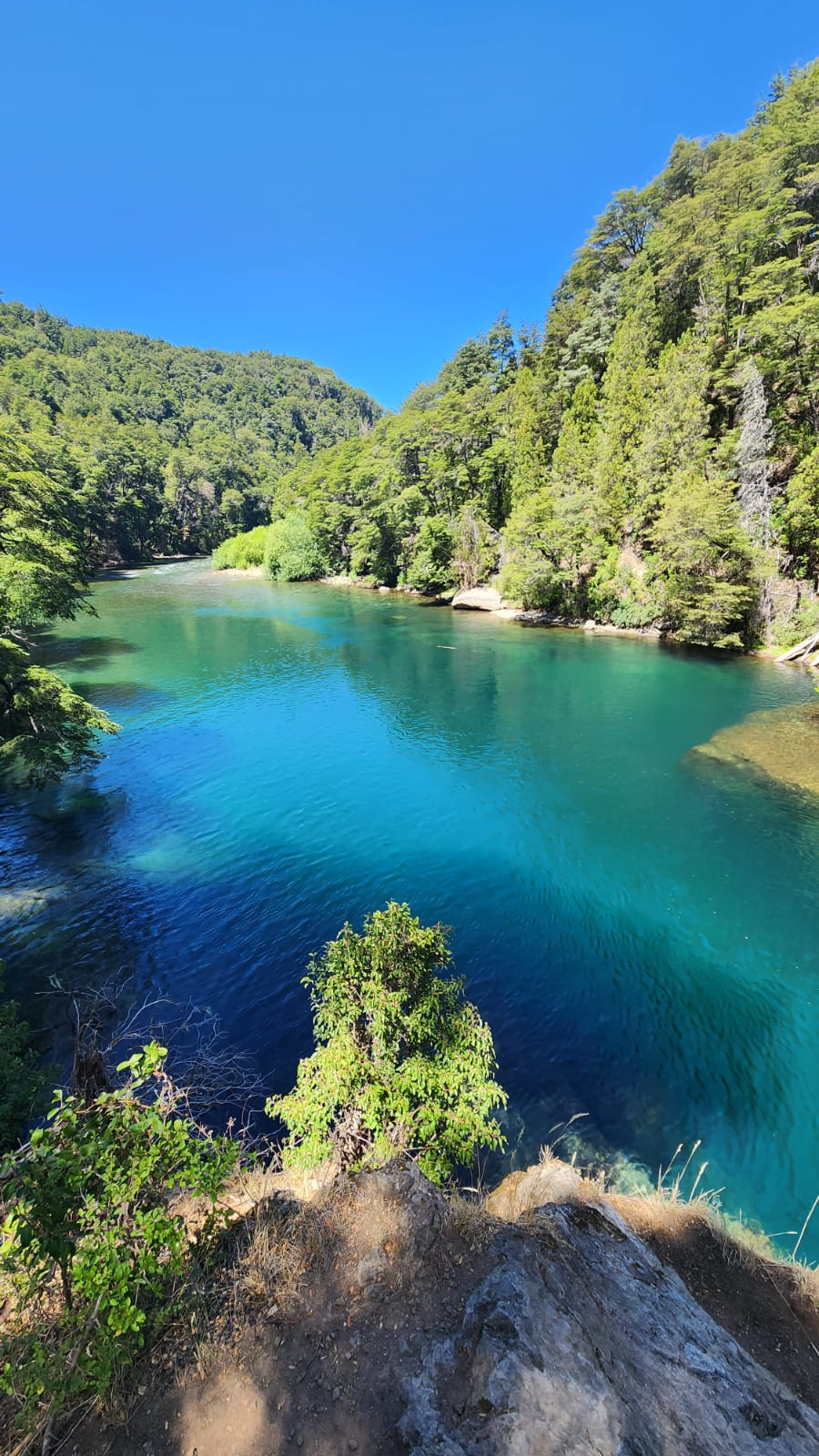
Rio Manso - A 2 km de la confluencia con Rio Villegas

En un estudio del año 2003 encargado por la Comisión Nacional de Riego, se estimaron los caudales de este río extrapolando las precipitaciones, escorrentía y características del suelo desde otras cuencas cercanas y semejantes a la de este río.: 163 
El caudal del río (en un lugar fijo) varía en el tiempo, por lo que existen varias formas de representarlo. Una de ellas son las curvas de variación estacional que, tras largos periodos de mediciones, predicen estadísticamente el caudal mínimo que lleva el río con una probabilidad dada, llamada probabilidad de excedencia. La curva de color rojo ocre (con {\displaystyle {\color {Red}\vartriangle }}) muestra los caudales mensuales con probabilidad de excedencia de un 50%. Esto quiere decir que ese mes se han medido igual cantidad de caudales mayores que caudales menores a esa cantidad. Eso es la mediana (estadística), que se denota Qe, de la serie de caudales de ese mes. La media (estadística) es el promedio matemático de los caudales de ese mes y se denota {\displaystyle {\overline {Q}}}. 
Una vez calculados para cada mes, ambos valores son calculados para todo el año y pueden ser leídos en la columna vertical al lado derecho del diagrama. El significado de la probabilidad de excedencia del 5% es que, estadísticamente, el caudal es mayor solo una vez cada 20 años, el de 10% una vez cada 10 años, el de 20% una vez cada 5 años, el de 85% quince veces cada 16 años y la de 95% diecisiete veces cada 18 años. Dicho de otra forma, el 5% es el caudal de años extremadamente lluviosos, el 95% es el caudal de años extremadamente secos. De la estación de las crecidas puede deducirse si el caudal depende de las lluvias (mayo-julio) o del derretimiento de las nieves (septiembre-enero).

## Historia
Luis Risopatrón lo describe brevemente en su Diccionario Jeográfico de Chile de 1924:
Manso (Rio) 41° 44' 72° 00’. Es cortado, por la línea de límites con la Arjentina, en el codo del N i corre hácia el SW, hasta juntarse con el río de los Morros, a 290 m de altitud; sigue después al S por un largo i estrecho valle, que se ensancha unos 6 kilómetros antes de su desembocadura en el rio Puelo. Puede ser navegado por botes bien marinados, algunos kilómetros de su parte inferior. 1, VIII, p. 91; 60, p. 471; 61, XCV, p. 199 i 454: 111, II, p. 27 i 494; 120, p. 61 i 146 (Rogers, 1872); 134; i 156.

## Población, economía y ecología
El río posee una importante población de truchas, y salmones del Pacífico. La única pesca permitida a lo largo de casi todo este río es la que se practica en la modalidad "con mosca".
Hasta la desembocadura del río Villegas, el río está íntegramente ubicado dentro del parque nacional Nahuel Huapi, y desde este punto en adelante sirve de límite al mismo. Dentro del parque nacional, los bosques se encuentran casi completamente en su estado original, sin alteraciones provocadas por el hombre. No obstante, en el tramo entre los lagos Los Moscos y Hess se han producido en las últimas décadas del siglo XX graves destrucciones por incendios; el ambiente se está recuperando de esos daños sin participación de especies extrañas.
En el último tramo del río, que no pertenece a ningún área protegida, el bosque que lo rodea ha sido – y continúa siendo – aprovechado y modificado por la extracción forestal y algunos incendios intencionales, orientados a generar praderas para uso en ganadería. Por su parte, el lado chileno se mantiene prácticamente inalterado.
Distintos tramos del río son metas del turismo proveniente, en general, de San Carlos de Bariloche o El Bolsón; se trata de turismo deportivo, de pesca, o simplemente de observación.